# Código postal de Chile
El sistema de código postal de Chile, establecido por la Empresa de Correos de Chile (CorreosChile) en 1998 luego de pruebas realizadas en 1996 y 1997, comprende una serie de cifras utilizadas para el servicio postal de dicho país. Cada código identifica una comuna y un frente de manzana, agrupando generalmente más de una dirección. En promedio, un código postal concentra veinte direcciones.
Cada código postal consta de siete dígitos, de los cuales los tres primeros identifican a la comuna y los cuatro siguientes, al frente de manzana. En promedio cada código postal alberga unas 20 direcciones.
CorreosChile dispone de 114 comunas con código postal por frente de manzana, las que abarcan el 90 % de las direcciones urbanas. Las restantes comunas solo poseen código postal comunal.